# Águila Roja: la película
Águila Roja: la Película es una película española derivada de la serie de televisión Águila Roja y dirigida por José Ramón Ayerra Díaz.
Además de contar con el reparto habitual de la serie, para el largometraje se incorporaron Martina Klein, Antonio Molero, Mariano Peña y William Miller, entre otros actores.
Se estrenó en las salas españolas el 20 de abril de 2011. Tuvo un presupuesto de 7.000.000 € y su recaudación total fue de 3.038.709,19 €, posicionándose como la 9.ª película española más vista del año.

## Argumento
1660, En la Villa de Madrid se celebra una cumbre con la asistencia de las potencias más importantes del momento: Francia, Inglaterra, Portugal y el Papado. Esta cumbre se convoca con la excusa de buscar la paz entre españoles y portugueses pero los motivos reales son una conspiración contra el reino de España. Como parte de dicha conspiración, el rey Felipe IV será secuestrado y se intentará asesinarlo, lo que será impedido por Águila Roja. También habrá que evitar que España sea invadida por un ejército de soldados ingleses, franceses y portugueses.
Una bella mujer, Beatriz (Martina Klein), quiere que Águila Roja le ayude a rescatar a su padre, Lope de Villamediana, prisionero en un castillo. Es en ese mismo castillo a donde llevarán al rey.
Para asegurar el éxito del complot contra el rey, en el que la marquesa de Santillana (Miryam Gallego) será una pieza clave, contratan a un sanguinario cosaco para acabar con Águila Roja. Su hijo Alonso (Guillermo Campra) resulta herido y eso provoca que éste decida abandonar la lucha por la justicia y tirar la katana y los shuriken, aunque más adelante volverá a actuar como Águila Roja para ayudar a Beatriz y salvar al rey.

## Taquilla
La película logró en su fin de semana de estreno 1.213.208 € en 451 salas, con lo que sumaría 1.748.001 € al haber sido estrenada el miércoles. Durante el fin de semana ha sido vista por 184.368 espectadores, para un total de 269.790 durante los 5 primeros días en cines. Con esto es el segundo mejor estreno del cine español en lo que llevamos de año (por detrás de Torrente 4).
En total recaudó en los cines españoles 3.046.941,57 euros tras ser vista por 505.083 espectadores.

## Reparto
- David Janer Como Gonzalo de Montalvo, Águila Roja.
- Javier Gutiérrez Como Saturno "Sátur" García.
- Inma Cuesta Como Margarita Hernando.
- Francis Lorenzo Como Hernán Mejías Benavides, el Comisario.
- Miryam Gallego Como Lucrecia de Guzmán, Marquesa viuda de Santillana.
- Martina Klein Como Beatriz de Villamediana.
- Santiago Molero Como Cipriano "Cipri" Benítez.
- Guillermo Campra Como Alonso de Montalvo y Hernando.
- Antonio Molero Como Mateo Díaz, falso párroco.
- Roberto Álamo Como Juan de Calatrava, Duque de Velasco y Fonseca y grande de España.
- Pepa Aniorte Como Catalina del Valle.
- Mariano Peña Como Antoine.
- William Miller Como Capitán inglés.
- Stany Coppet Como Mosquetero.
- Xabier Elorriaga Como Felipe IV de España.
- Simon Cohen Como Carlos II de Inglaterra.
- Xavier Lafitte Como Luis XIV de Francia.
- Joan Carles Suau Como Alfonso VI de Portugal.
- Inma Sancho Como Luisa Francisca de Guzmán, regente de Portugal.
- Frank Crudele Como  Papa Alejandro VII.
- Eliana Sánchez Como Mariana de Austria, reina consorte de Felipe IV.
- José Ángel Egido Como Francisco de Mendoza y Balboa, el Cardenal.
- Borja Sicilia Como Murillo, hijo de Catalina.
- Patrick Criado Como Nuño Julián Federico de Santillana y Guzmán, Marqués de Santillana.
- Joan Crosás Como Lope de Villamediana, padre de Beatriz.
- Álex Navarro Como Lugarteniente del Comisario.
- Miko Jarry Como Capitán francés.
- Juan Carlos López Angustino Como Carcelero tuerto.
- Jean Dominikowski Como Cosaco.
- José Ramón Iglesias Como Médico.
- Araceli Vara Como Campesina.
- Giselle Calderón Como Esclava bengalí.

## Palmarés cinematográfico (1 nominación)
Premios Young Artist 2011
| Categoría                                                                    | Persona          | Resultado |
| ---------------------------------------------------------------------------- | ---------------- | --------- |
| Mejor interpretación por un actor/actriz joven en una película internacional | Guillermo Campra | Nominado  |